# Lancaster University Leipzig
Lancaster University Leipzig är ett campus tillhörande Lancaster University i Storbritannien. Det öppnade 2020 och var då det första campuset i Tyskland som tillhörde ett brittiskt universitet.
De kurser och program som erbjuds är samma som vid campuset i Lancaster och undervisningen sker på engelska. I Leipzig erbjuds framförallt kandidat- och magisterprogram i informatik och företagsekonomi. Vid examen erhålls ett diplom från Lancaster University.
Utöver campuset i Leipzig, har Lancaster University tre andra utländska campus i Kina, Ghana och Malaysia. Att valet föll just på Leipzig, berodde på Leipzigs snabbt växande näringsliv och attraktionskraft för studenter samt turister.